# Príncipe
Príncipe (do latim principis, princeps, que significa "o primeiro") atualmente pode designar os herdeiros de um rei ou imperador, o monarca de um principado ou membros de uma família real.
Na maioria das monarquias, o título de príncipe é dado a todos os descendentes de um monarca. Nessas monarquias, o herdeiro ao trono tem, normalmente, um título adicional para distingui-lo dos outros príncipes (Ex.: Príncipe Real, Príncipe Imperial, Príncipe da Coroa, Príncipe Herdeiro etc.). Em algumas monarquias, o título de Príncipe é também concedido a nobres não pertencentes diretamente à dinastia soberana, como foi o caso do Reino da Prússia. Nas monarquias ibéricas, contudo, o título de Príncipe só é dado aos herdeiros do trono, recebendo os restantes filhos do soberano o título de Infante.

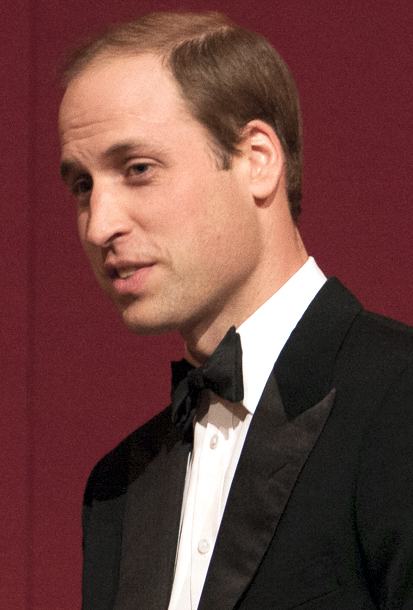
Príncipe William, herdeiro do rei Charles III do Reino Unido

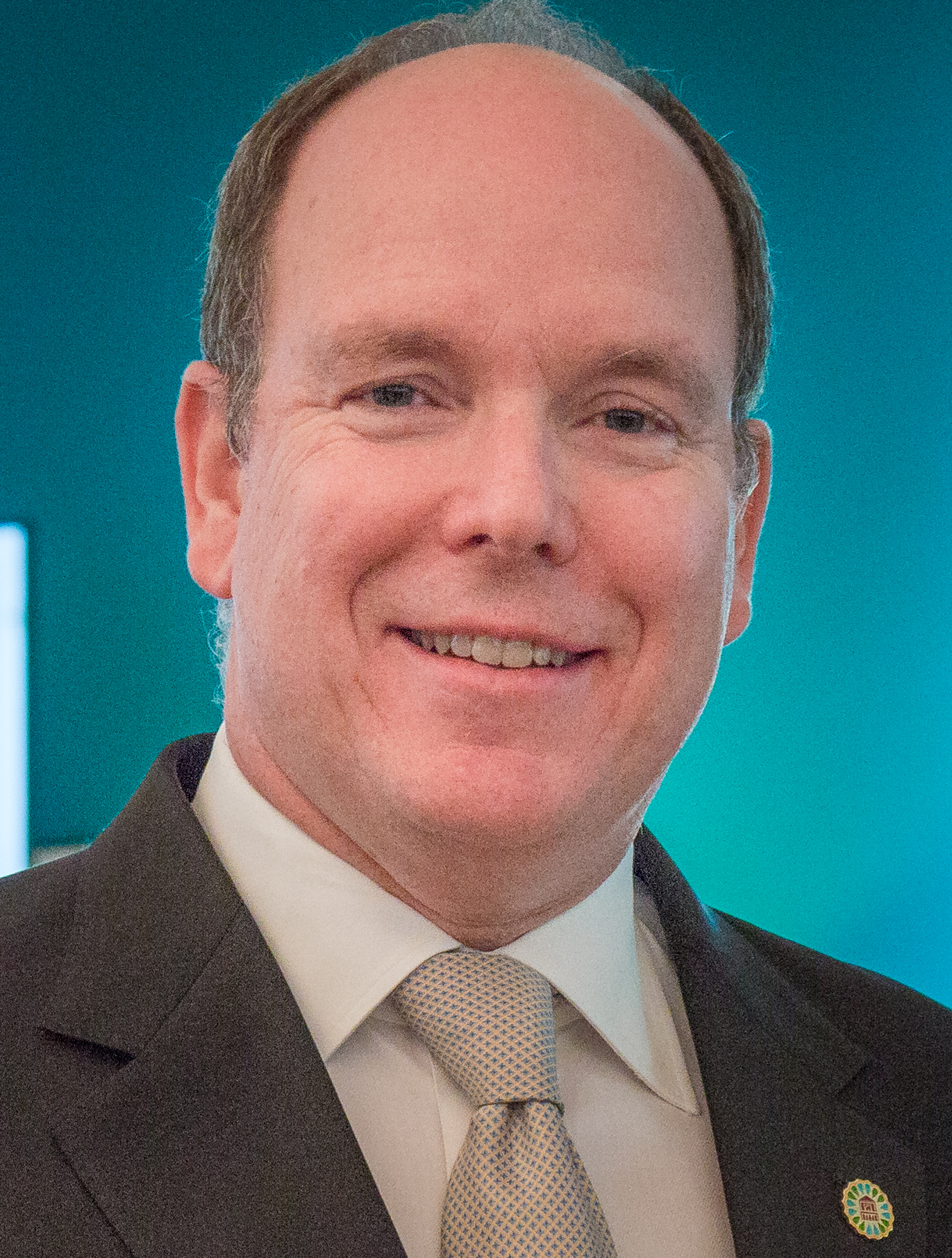
Príncipe Alberto II, soberano de Mônaco

## Príncipe

### História
O termo foi usado pela primeira vez pelo césar Augusto no ano de 27 a.C. na  República Romana. Augusto usava o título de princeps inter pares  ("o primeiro entre os pares ou cidadãos"), e era atribuído anteriormente ao chefe do senado romano como príncipe do senado. Posteriormente assumida pelo Imperador Romano como principal título civil, sendo imperador um titulo militar e sumo pontífice o religioso.

#### Alta Idade Média
Na Alta Idade Média era o titulo principal, o primeiro, sem ninguém acima de si para um soberano de direito ou de fato e até para senhoras de pequenos estados que não tinham força para reclamar o título de Rei.
O primeiro soberano a utilizar o título nestes termos foi o duque de Benevento onde em 758 Benevento passou de ducado a principado. Posteriormente soberanos menores na Gales do século XII com o sistema feudal sendo vassalos do Rei da Inglaterra.

#### Baixa Idade Média
Em meados de 1180 o título começa a ser usado também para herdeiros do rei. No Sacro Império Romano-Germânico os vassalos diretos do imperador começaram a ser chamados de príncipes. O título também passou a ser dado por questões religiosas como príncipes-arcebispos para arquidioceses, príncipes-bispos para dioceses, príncipes-abades para abadias, príncipes-prebostes para mosteiros e príncipes-grão-mestres que eram das ordens religiosas de cavalaria. Principados eclesiásticos começaram a ter mais importância e era fonte de conflito entre o Papa e o Imperador.  A sucessão poderia ser hereditária, mas também poderia sofrer interferência direta do Imperador que poderia vender a sucessão para famílias de melhor prestígio ou que ofereciam melhores acordos.
Foi em 1301 que o rei Eduardo I da Inglaterra concedeu a seu filho o título de Príncipe de Gales. Sendo ele o herdeiro direto do trono, Eduardo I quis distingui-lo dos demais príncipes. Daí então, todo o herdeiro direto do trono da Inglaterra recebeu o mesmo título. Na França o título para o herdeiro direto foi instituído como Delfim do Viennois, em Castela o termo foi Príncipe das Astúrias, em Navarra passou a ser Príncipe de Viana, em Aragão, Príncipe de Girona.

#### Modernidade
Atualmente, sobretudo na Europa, o termo é designado aos descendentes de reis e imperadores e também a alguns membros da família real. Soberanos de pequenos Estados conhecidos como principados também continuam utilizando o termo. Dependendo do contexto e da região o título tanto pode indicar herdeiros diretos aos tronos de reinos e impérios, como títulos de menor importância ou simples parentes distantes de soberanos.
Príncipes herdeiros: Até 1645 os herdeiros ao trono de Portugal eram chamados de Príncipes Herdeiros até que o termo Príncipe do Brasil (Princesa da Beira para a princesa mais velha) foi implantado. Até que em 1734 os herdeiros passaram a ser chamados de Príncipe do Brasil e seus próprios herdeiros de Príncipe da Beira. Após a independência com o Brasil sendo reino, o título passou a ser Príncipe Real. Atualmente o título é Príncipe Imperial do Brasil.
Príncipes consortes: É o título dos maridos das rainhas reinantes. Primeiramente dado ao marido da rainha Vitória, Albert, em 1857. Em Portugal e no Império do Brasil o título só era concedido caso houvessem herdeiros vivos. Não dava nenhum poder ou autoridade no país.
Príncipe regente: É filho, irmão ou tio de um monarca e exerce a regência (governo temporário) quando este não pode exercer suas funções por menoridade, doenças ou qualquer tipo de impossibilidade. Como Dom João VI que governou no lugar da mãe, Dona Maria I, incapacitada por problemas emocionais, em 1816.

### Títulos de Príncipe

#### Brasil
- Príncipe Imperial do Brasil: título do Herdeiro aparente da Coroa Imperial Brasileira.
- Príncipe do Grão-Pará: título do primogênito do Herdeiro aparente da Coroa Imperial brasileira.
- Príncipe do Brasil: título utilizado para designar os filhos não-herdeiros do Monarca brasileiro, correspondente ao título português de Infante, bem como os filhos desses.
- Príncipe de Orléans e Bragança: título utilizado para designar os descendentes por linha varonil direta de D. Luís Gastão de Orléans, Conde d'Eu, e de Dª. Isabel Leopoldina de Bragança, Princesa Imperial do Brasil.

#### Bélgica
- Duque do Brabante: título do Herdeiro aparente da Coroa Belga.

#### Dinamarca
- Príncipe herdeiro da Dinamarca: título do Herdeiro aparente da Coroa da Dinamarca.

#### Espanha
- Príncipe das Astúrias: antigo título do Herdeiro aparente da Coroa de Castela e, atualmente de Espanha.
- Príncipe de Girona: título do Herdeiro aparente da Coroa de Aragão, hoje associado ao de Príncipe das Astúrias
- Príncipe de Viana: título do Herdeiro aparente da Coroa de Navarra, hoje associado ao de Príncipe das Astúrias.

#### França
- Delfim de França: título do Herdeiro aparente da Coroa da França, durante as Dinastia de Valois e Bourbon.

#### Inglaterra
- Príncipe de Gales: título do Herdeiro aparente da Coroa do Reino Unido da Grã-Bretanha e Irlanda do Norte.

#### Países Baixos
- Príncipe de Orange: título atualmente atribuído ao Herdeiro aparente da Coroa dos Países Baixos.

#### Grécia
- Duque de Esparta:título atualmente atribuído ao Herdeiro aparente da Coroa grega.

#### Noruega
- Príncipe Herdeiro da Noruega: título do Herdeiro aparente da Coroa da Noruega.

#### Portugal
- Príncipe herdeiro de Portugal: título dado, desde o reinado de D. João I ao herdeiro presuntivo da Coroa de Portugal.
- Príncipe do Brasil: título dado, a partir do reinado de D. João IV ao Príncipe Herdeiro de Portugal quando do sexo masculino. No reinado de D. João V passou a ser o título de todos os herdeiros do trono, independentemente do sexo. Extinto ao se elevar o Brasil à condição de Reino.
- Príncipe da Beira: título criado por D. João IV para designar as filhas mais velhas do monarca de Portugal, herdeiras ou não da coroa. No reinado de D. João V passou a ser o título de todo primogénito do herdeiro presuntivo do trono de Portugal, independentemente do sexo.
- Príncipe Real do Reino Unido de Portugal, Brasil e Algarves: título criado em substituição ao de Príncipe do Brasil, na ocasião da elevação do Brasil a Reino Unido ao de Portugal.
- Príncipe Real de Portugal: título que substituiu o de Príncipe Real do Reino Unido de Portugal, Brasil e Algarves a seguir à separação entre Portugal e Brasil.

## Princesa
Princesa é a forma feminina de príncipe (do latim princeps, que significa primeiro cidadão ou principal cidadão). Na maioria das vezes, o termo foi usado pela esposa de um príncipe, ou pelas filhas deste.
Por muitos séculos, o título de Princesa não era regularmente utilizado para a filha de um monarca, que simplesmente eram chamadas de Lady ou um equivalente. O inglês antigo não tinha nenhum equivalente feminino de "Príncipe", "Conde", ou qualquer tratamento real ou nobre além de rainha, e as mulheres da nobreza tinham o título de Lady.
As mulheres ganharam mais autonomia ao longo da história europeia. O título de Princesa, simplesmente, passou a ser utilizado por uma filha de um monarca ou por uma esposa de um príncipe, não implicando, necessariamente, ser controlado ou de propriedade de um príncipe. Em alguns casos, uma princesa é a chefe hereditária de um estado, de um principado ou área significativa de seu próprio direito. O significado antigo aplica-se na Europa ainda na medida em que, uma plebeia que se casasse com um Príncipe, iria quase sempre se tornar uma Princesa, mas um cidadão do sexo masculino que se casasse com uma Princesa, quase nunca se tornaria um Príncipe, a menos que a sua esposa tenha, ou viria a ter, um título maior, como o de rainha reinante ou de Princesa Soberana, como por exemplo, a princesa Luísa-Hipólita. A implicação é que se o homem detivesse o título, ele teria mais poder sobre a sua esposa, sem linhagem necessária.
Em muitas das famílias reais da Europa, um rei concede aos seus herdeiros, principados reais ou teóricos para treiná-los para o futuro reinado ou dar-lhes status social. Esta prática tem feito com que, ao longo do tempo, muitas pessoas pensem que "Príncipe" e "Princesa" são títulos reservados para a família imediata de um rei ou rainha. Na verdade, a maioria das princesas da história não eram membros imediatos da família real, mas as mulheres que se casaram com príncipes; no entanto, em muitos casos, uma princesa iria escolher alguém fora da realeza para se casar.

### Títulos de princesa
- Princesa Real (Reino Unido)
- Princesa da Beira
- Princesa Herdeira da Suécia